# Устьянська сільська рада (Локтівський район)
Устья́нська сільська рада (рос. Устьянский сельский совет) — сільське поселення у складі Локтівського району Алтайського краю Росії.
Адміністративний центр та єдиний населений пункт — село Устьянка.

## Населення
Населення — 748 осіб (2019; 991 в 2010, 1138 у 2002).